# Irénée Séguret
Irénée Séguret (3 juli 1903 - 9 maart 1992), was een Frans Martinist.
Séguret was reeds Martinist sedert lange tijd, toen hij op 13 augustus 1960, samen met Robert Ambelain, als getuige tekende bij de benoeming van Philippe Encausse door Henri-Charles Dupont, als opvolger van deze laatste aan het hoofd van de Martinistenorde.
Van 1971 tot 1974 werd hij zelf soeverein grootmeester van de Ordre Martiniste. Daarna gaf hij opnieuw de fakkel door aan Dr. Philippe Encausse.